# Zemský okres Erlangen-Höchstadt
Zemský okres Erlangen-Höchstadt (německy Landkreis Erlangen-Höchstadt) je zemský okres v německé spolkové zemi Bavorsko, ve vládním obvodu Střední Franky. Sídlem správy zemského okresu je město Erlangen, které ovšem není jeho součástí. Má přibližně 135 tisíc obyvatel. 

## Města a obce
Města:
1. Baiersdorf
2. Herzogenaurach
3. Höchstadt an der Aisch

Obce:
1. Adelsdorf
2. Aurachtal
3. Bubenreuth
4. Buckenhof
5. Eckental
6. Gremsdorf
7. Großenseebach
8. Hemhofen
9. Heroldsberg
10. Heßdorf
11. Kalchreuth
12. Lonnerstadt
13. Marloffstein
14. Möhrendorf
15. Mühlhausen
16. Oberreichenbach
17. Röttenbach
18. Spardorf
19. Uttenreuth
20. Vestenbergsgreuth
21. Wachenroth
22. Weisendorf